# 三宅鴻
三宅 鴻（みやけ こう、1929年9月6日 - 2003年2月4日）は、日本の英語学・言語学者、法政大学名誉教授。

## 経歴
1929年、東京府（現・東京都世田谷区）で生まれた。東京大学文学部英文科で学び、1952年に卒業。
卒業後は、鶴見女子大学助教授、成蹊大学教授、法政大学文学部教授を務めた。

## 受賞・栄典
- 1973年：市河賞を受賞。

## 家族・親族
- 父：三宅晴輝は実業家・経済評論家。
- 義弟：木村英紀は工学者。

## 著作
著書
- 『英語学と言語学』三省堂 1972
- 『ことばのしくみ』研究社出版 1977
- 『ことばのこころ』研究社出版 1979

共編著
- 『英語教育と関連科学』(現代の英語教育 2) 研究社出版 1979

訳書
- 『言語』レナード・ブルームフィールド著、日野資純共訳 大修館書店 1962
- 『一般言語学：言語理論の展開と現状』F.P.ディニーン著、山中桂一・秋元実治共訳 大修館書店 1973
- 『言語と思想』シドニー・フック（英語版）編、大江三郎・池上嘉彦共訳 研究社出版 1974
- 『言語：その本質・発達・起源』(上) オットー・イェスペルセン著、岩波文庫 1981